# خواکین ویوانی
خواکین ویوانی (انگلیسی: Joaquín Vivani؛ زادهٔ ۱۷ ژانویهٔ ۱۹۹۵) بازیکن فوتبال است.